# Amtsgericht Schkeuditz

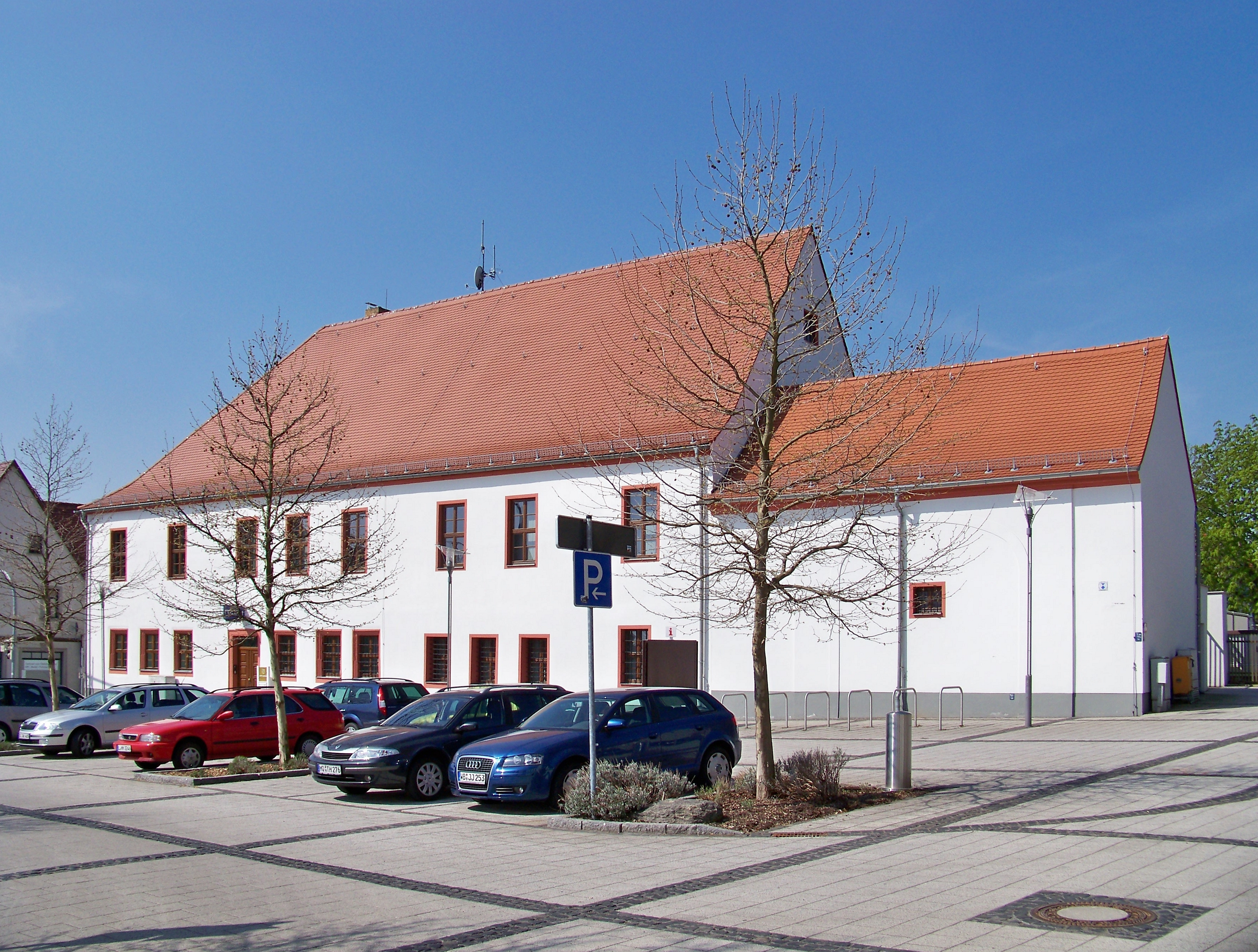
Amtshaus, Sitz des Amtsgerichts

Das Amtsgericht Schkeuditz war ein deutsches Amtsgericht mit Sitz in Schkeuditz.

## Geschichte
Von 1849 bis 1879 bestand in Schkeuditz die Gerichtskommission Schkeuditz des Kreisgerichts Merseburg im Sprengel des Appellationsgerichtes Naumburg. Im Rahmen der Reichsjustizgesetze wurden 1879 reichsweit einheitlich Oberlandes-, Land- und Amtsgerichte gebildet. Das königlich preußische Amtsgericht Schkeuditz wurde mit Wirkung zum 1. Oktober 1879 als eines von 18 Amtsgerichten im Bezirk des Landgerichtes Halle im Bezirk des Oberlandesgerichtes Naumburg gebildet. Der Sitz des Gerichts war die Stadt Schkeuditz. Sein Gerichtsbezirk umfasste aus dem Landkreis Merseburg den Stadtbezirk Schkeuditz, die Amtsbezirke Alt-Scherbitz, Klein-Liebenau und Modelwitz und der Amtsbezirk Wehlitz ohne die Gemeindebezirke Raßnitz und Weßmar und des Gutsbezirkes Weßmar. 
Am Gericht bestand 1880 eine Richterstelle. Das Amtsgericht war damit ein kleines Amtsgericht im Landgerichtsbezirk.
Kriegsbedingt wurde das Amtsgericht zum 1. Januar 1944 aufgehoben und auch nach dem Krieg nicht mehr neu errichtet.

## Sitz
Das Amtsgericht Schkeuditz hatte seinen Sitz (wie vorher auch die Gerichtskommission Schkeuditz) im Amtshaus (Markt 2). Das Gebäude wird heute als Polizeistation genutzt und steht unter Denkmalschutz.